# Llista de monuments de Seva
Llista de monuments de Seva inclosos en l'Inventari del Patrimoni Arquitectònic Català pel municipi de Seva (Osona). Inclou els inscrits en el Registre de Béns Culturals d'Interès Nacional (BCIN) amb la classificació de monuments històrics, els Béns Culturals d'Interès Local (BCIL) de caràcter immoble i la resta de béns arquitectònics integrants del patrimoni cultural català.
| Monument                                             | Protecció    | Estil/època                                     | Localització                          | Coordenades                                          | Codi?         | Imatge |
| ---------------------------------------------------- | ------------ | ----------------------------------------------- | ------------------------------------- | ---------------------------------------------------- | ------------- | --- |
| Castell d'Esparreguera                               | BCIN 1567-MH | XII                                             | Seva                                  | 41° 48′ 07″ N, 2° 14′ 38″ E / 41.801951°N,2.243887°E | RI-51-0005712 | Castell d'Esparreguera (Seva) · Vegeu més fotos d'aquest monument · Carregueu una nova foto d'aquest monument                              |
| Finestres gòtiques de Ca la Filo                     |              | Gòtic XV                                        | Seva C. de Dalt, 1                    | 41° 50′ 20″ N, 2° 16′ 48″ E / 41.838754°N,2.280053°E | IPA-24021     | Finestres gòtiques de Ca la Filo (Seva) · Vegeu més fotos d'aquest monument · Carregueu una nova foto d'aquest monument                    |
| Can Camps                                            |              | Obra popular XVI, XX Mitjan                     | Seva C. de Dalt, 7                    | 41° 50′ 19″ N, 2° 16′ 49″ E / 41.838506°N,2.280310°E | IPA-24022     | Can Camps (Seva) · Vegeu més fotos d'aquest monument · Carregueu una nova foto d'aquest monument                                           |
| Arc i passadís de l'antiga Sagrera, annex Ajuntament |              | Obra popular                                    | Seva C. de Dalt, 5 - c. de la Font    | 41° 50′ 19″ N, 2° 16′ 49″ E / 41.838657°N,2.280235°E | IPA-24023     | Arc i passadís de l'antiga Sagrera (Seva) · Vegeu més fotos d'aquest monument · Carregueu una nova foto d'aquest monument                  |
| Portal i finestra gòtica de Cal Pastor               |              | Gòtic tardà XVI-XVII                            | Seva C. de Dalt, 3                    | 41° 50′ 20″ N, 2° 16′ 49″ E / 41.838764°N,2.280153°E | IPA-24024     | Portal i finestra gòtica de Cal Pastor (Seva) · Vegeu més fotos d'aquest monument · Carregueu una nova foto d'aquest monument              |
| Finestra romànica de l'habitatge carrer de Baix, 15  |              | Romànic                                         | Seva C. de Baix, 15 (pl. Església, 4) | 41° 50′ 19″ N, 2° 16′ 47″ E / 41.838700°N,2.279757°E | IPA-24025     | Finestra romànica de l'habitatge carrer de Baix, 15 (Seva) · Vegeu més fotos d'aquest monument · Carregueu una nova foto d'aquest monument |
| Can Pujadas                                          |              | Obra popular XVII                               | Seva C. de Baix, 11                   | 41° 50′ 18″ N, 2° 16′ 47″ E / 41.838468°N,2.279756°E | IPA-24026     | Can Pujadas (Seva) · Vegeu més fotos d'aquest monument · Carregueu una nova foto d'aquest monument                                         |
| Cal Sastre                                           |              | Obra popular XVII                               | Seva C. de Baix, 6                    | 41° 50′ 18″ N, 2° 16′ 48″ E / 41.838237°N,2.279907°E | IPA-24027     | Cal Sastre (Seva) · Vegeu més fotos d'aquest monument · Carregueu una nova foto d'aquest monument                                          |
| Habitatge del carrer de Baix, 7                      |              | Obra popular XVII                               | Seva C. de Baix, 7                    | 41° 50′ 18″ N, 2° 16′ 47″ E / 41.838315°N,2.279741°E | IPA-24028     | Habitatge del carrer de Baix, 7 (Seva) · Vegeu més fotos d'aquest monument · Carregueu una nova foto d'aquest monument                     |
| Can Manel                                            |              | Obra popular XX Mitjan                          | Seva C. de la Rocada, 12              | 41° 50′ 17″ N, 2° 16′ 48″ E / 41.837960°N,2.280046°E | IPA-24029     | Can Manel (Seva) · Vegeu més fotos d'aquest monument · Carregueu una nova foto d'aquest monument                                           |
| Estanc Vell                                          |              | Obra popular XIX                                | Seva C. de la Rocada, 1               | 41° 50′ 17″ N, 2° 16′ 50″ E / 41.838011°N,2.280605°E | IPA-24030     | Estanc Vell (Seva) · Vegeu més fotos d'aquest monument · Carregueu una nova foto d'aquest monument                                         |
| Casa de les Monges, pre-escolar Sagrat Cor           |              | Obra popular                                    | Seva C. de Dalt - c. Call d'en Camps  | 41° 50′ 17″ N, 2° 16′ 51″ E / 41.838070°N,2.280955°E | IPA-24031     | Casa de les Monges (Seva) · Vegeu més fotos d'aquest monument · Carregueu una nova foto d'aquest monument                                  |
| Can Nuri                                             |              | Eclecticisme XIX Final                          | Seva Pl. de la Creu, 2                | 41° 50′ 15″ N, 2° 16′ 50″ E / 41.837485°N,2.280631°E | IPA-24032     | Can Nuri (Seva) · Vegeu més fotos d'aquest monument · Carregueu una nova foto d'aquest monument                                            |
| El Cendra                                            |              | Obra popular XVII                               | Seva                                  | 41° 50′ 28″ N, 2° 15′ 25″ E / 41.840993°N,2.257011°E | IPA-24033     | El Cendra (Seva) · Vegeu més fotos d'aquest monument · Carregueu una nova foto d'aquest monument                                           |
| Pitbatlle                                            |              | Obra popular XVI                                | Seva                                  | 41° 50′ 23″ N, 2° 15′ 13″ E / 41.839733°N,2.253671°E | IPA-24034     | Pitbatlle (Seva) · Vegeu més fotos d'aquest monument · Carregueu una nova foto d'aquest monument                                           |
| El Muntanyà                                          |              | Obra popular XVIII                              | Seva                                  | 41° 48′ 49″ N, 2° 16′ 03″ E / 41.813546°N,2.267423°E | IPA-24036     | Carregueu una nova foto d'aquest monument                                                                                                  |
| Serrabardina                                         |              | Obra popular XVI                                | Seva                                  | 41° 49′ 39″ N, 2° 16′ 55″ E / 41.827477°N,2.281902°E | IPA-24037     | Serrabardina (Seva) · Carregueu una nova foto d'aquest monument                                                                            |
| Can Sibata o Can Sivatte                             |              | Obra popular XX Inici                           | Seva Rda. del Pintor Mumbrú           | 41° 50′ 00″ N, 2° 16′ 56″ E / 41.833345°N,2.282336°E | IPA-24038     | Carregueu una nova foto d'aquest monument                                                                                                  |
| El Virgili                                           |              | Obra popular XVII                               | Seva                                  | 41° 50′ 35″ N, 2° 19′ 17″ E / 41.843066°N,2.321359°E | IPA-24039     | Carregueu una nova foto d'aquest monument                                                                                                  |
| Masoveria de Sobrevia                                |              | Obra popular XVII                               | Seva                                  | 41° 50′ 41″ N, 2° 19′ 20″ E / 41.844749°N,2.322242°E | IPA-24040     | Carregueu una nova foto d'aquest monument                                                                                                  |
| Figueroles                                           |              | Gòtic XI, XV                                    | Seva                                  | 41° 49′ 54″ N, 2° 17′ 41″ E / 41.831546°N,2.294694°E | IPA-24042     | Carregueu una nova foto d'aquest monument                                                                                                  |
| Mas Rovira                                           |              | Obra popular XIX                                | Seva                                  | 41° 50′ 32″ N, 2° 17′ 55″ E / 41.842332°N,2.298484°E | IPA-24044     | Carregueu una nova foto d'aquest monument                                                                                                  |
| Tarrers                                              |              | Obra popular XVII                               | Seva                                  | 41° 50′ 40″ N, 2° 18′ 51″ E / 41.844503°N,2.314219°E | IPA-24045     | Carregueu una nova foto d'aquest monument                                                                                                  |
| Mas el Prat                                          |              | Obra popular XII, XVII                          | Seva                                  | 41° 50′ 12″ N, 2° 16′ 48″ E / 41.836731°N,2.280068°E | IPA-24046     | Mas el Prat (Seva) · Vegeu més fotos d'aquest monument · Carregueu una nova foto d'aquest monument                                         |
| Sobrevia                                             |              | Modernisme XX Inici                             | Seva                                  | 41° 50′ 41″ N, 2° 19′ 19″ E / 41.844788°N,2.321952°E | IPA-24047     | Sobrevia (Seva) · Vegeu més fotos d'aquest monument · Carregueu una nova foto d'aquest monument                                            |
| Mas Sors                                             |              | Obra popular XIX                                | Seva                                  | 41° 50′ 25″ N, 2° 16′ 51″ E / 41.840231°N,2.280928°E | IPA-24048     | Carregueu una nova foto d'aquest monument                                                                                                  |
| Església de Santa Maria de Seva                      |              | Romànic, barroc, historicisme XI-XII, XVIII, XX | Seva                                  | 41° 50′ 21″ N, 2° 16′ 48″ E / 41.839052°N,2.279918°E | IPA-24049     | Església de Santa Maria de Seva · Vegeu més fotos d'aquest monument · Carregueu una nova foto d'aquest monument                            |
| L'Albareda                                           |              | Obra popular                                    | Seva                                  | 41° 49′ 47″ N, 2° 16′ 12″ E / 41.829735°N,2.270015°E | IPA-24050     | Carregueu una nova foto d'aquest monument                                                                                                  |
| El Riquer                                            |              | Obra popular XVI                                | Seva                                  | 41° 50′ 29″ N, 2° 15′ 37″ E / 41.841411°N,2.260403°E | IPA-24051     | Carregueu una nova foto d'aquest monument                                                                                                  |
| Creu de terme                                        |              | Gòtic XV                                        | Seva Pl. de la Creu                   | 41° 50′ 14″ N, 2° 16′ 51″ E / 41.837337°N,2.280916°E | IPA-24052     | Creu de terme (Seva) · Vegeu més fotos d'aquest monument · Carregueu una nova foto d'aquest monument                                       |
| Molí Xic                                             |              | Obra popular                                    | Seva                                  |                                                      | IPA-40856     | Carregueu una nova foto d'aquest monument                                                                                                  |
| Torre de telegrafia d'Esparreguera                   |              | XIX                                             | Seva                                  |                                                      | IPA-47908     | Carregueu una nova foto d'aquest monument                                                                                                  |
| Creu de terme                                        |              | Obra popular                                    | Seva Ctra. BV-5303                    | 41° 50′ 05″ N, 2° 16′ 25″ E / 41.83486°N,2.27366°E   | IPA-49359     | Carregueu una nova foto d'aquest monument                                                                                                  |